# Sofia Palaiologhina
Zoe/Sofia Palaiologhina (în limbile greacă: Ζωή Παλαιολογίνα,  rusă: София Фоминична Палеолог),  (*cca. 1455 – † 7 aprilie 1503), marea cheanghină a  Moscovei, a fost nepoata ultimului împărat bizantin  Constantin al XI-lea Paleologul (Palaiologos) și cea de-a doua nevastă a marelui cneaz  Ivan al III-lea al Rusiei.
Ea a fost fiica lui Tomas Palaiologos, despotul Moreii. După cucerirea Moreii de către otomanii conduși de Mehmed al II-lea Fatih în 1460, Zoe și frații săi au fost duși la Roma, iar numele ei a fost schimbat în „Sofia”.În 1469, Papa Paul al II-lea a aranjat căsătoria ei cu cnezaul Rusiei, sperând astfel să unească bisericile catolică și ortodoxă. Ivan al III-lea s-a căsătorit cu Sofia în Catedrala „Adormirii Maicii Domnului” din Moscova pe 12 noiembrie 1472. În ciuda eforturilor împuternicitului papal, cardinalul Bessarion, mult visata reunificare a bisericilor nu s-a produs. 
Sofia a început să aibă o influență din ce în ce mai mare asupra deciziilor soțului ei. Mai mulți istorici consideră că ea este cea care a introdus ceremoniile fastuase bizantine la curtea de la Kremlin, eticheta constantinopolitană, prin care a încercat să justifice ideea conform căreia Moscova ar fi fost pe bună dreptate „A treia Romă”. 
La puțin timp înaintea morții sale, ea a reușit să-și convingă soțul să-l proclame pe fiul lor, Vasili drept moștenitorul de drept al tronului, în locul nepotului lui Ivan, Ivan cel Tânăr, care fusese succesorul oficial la tronul Moscovei.

## Reurse internet
- Xponoc и Содружество литературных проектов

1. ↑  „Sofia Palaiologhina”, Gemeinsame Normdatei, accesat în 30 martie 2015